# Liste der Bischöfe von Ávila
Die folgenden Personen waren Bischöfe von Ávila (Spanien):
- Heiliger Segundo
- Priscillian (381–385)
- Justinian (610)
- Teodoigio (633)
- Eustoquio (646)
- Amanungo (653 und 656)
- Asfalio (666 und 681)
- Onegisis (683)
- Juan I. (688 und 693)
- Jerónimo (1103–1120)
- Sancho (1121–1133)
- Íñigo (1133–1158)
- Sancho (1160–1181)
- Domingo I. (1182–1187)
- Domingo II. (1187–1190)
- Juan II. (1191–1195)
- Jacobus o Yagüe (1195–1203)
- Pedro Instancio (1205–1212)
- Domingo Blasco (1213–1227)
- Domingo Dentudo (1228–1239)
- Benito (1241–1259)
- Domingo Suárez, O.F.M. (1263–1271)
- Fernando Rodríguez (1290–1292)
- Pedro González de Luján (1293–1312)
- Sancho Blázquez Dávila (1312–1355)
- Gonzalo de la Torre (1355–1359)
- Alfons I. (1361–1371)
- Alfons II. (1371–1372)
- Alfons III. (1372–1379)
- Diego de los Roeles (1381–1394)
- Alfonso de Exea oder de Córdoba (1395–1403)
- Juan Rodríguez de Guzmán (1403–1424)
- Diego Gómez de Fuensalida (1424–1436)
- Juan Kardinal De Cervantes (1437–1441)
- Lope de Barrientos, O.P. (1441–1445)
- Alonso de Fonseca I. (1445–1454)
- Alfonso Tostado de Madrigal (1454–1455)
- Martín Fernández de Vilches (1456–1469)
- Alfonso de Fonseca II. (1469–1485)
- Hernando de Talavera (1485–1493)
- Francisco Sánchez de la Fuente (1493–1496)
- Alfonso Carrillo de Albornoz (1496–1514)
- Francisco Ruiz, O.F.M. (1514–1528)
- Rodrigo Sánchez Mercado (1530–1548)
- Diego Alava Esquivel (1548–1558) (auch Bischof von Córdoba)
- Diego de los Cobos Molina (1559–1560) (auch Bischof von Jaén)
- Alvaro Hurtado de Mendoza y Sarmiento (1560–1577) (auch Bischof von Palencia)
- Sancho Busto de Villegas (1578–1581)
- Pedro Fernández Temiño (1581–1590)
- Jerónimo Manrique de Lara (1591–1595) (Haus Manrique de Lara)
- Juan Velázquez de las Cuevas, O.P. (1596–1598)
- Lorenzo Asensio Otaduy Avendaño (1599–1611)
- Juan Alvarez de Caldas (1612–1615)
- Francisco González Zárate (de Gamarra) (1616–1626)
- Alfonso López Gallo (1627–)
- Francisco Márquez Gaceta (1627–1631)
- Pedro Cifuentes Loarte (1632–1636)
- Diego Arce Reinoso (1638–1640) (auch Bischof von Plasencia)
- Juan Vélez de Valdivielso (1641–1645) (auch Bischof von Cartagena)
- José Argáiz Pérez (1645–1654) (auch Erzbischof von Granada)
- Bernardo Atayde de Lima Perera (1654–1656)
- Juan Asensio (1673–1682)
- Diego-Ventura Fernández de Angulo, O.F.M. (1683–1700)
- Gregorio Solórzano Castillo (1700–1703)
- Baltasar de la Peña Avilés (1703–1705)
- José del Yermo Santibáñez (1720–1728) (auch Erzbischof von Santiago de Compostela)
- Pedro Ayala, O.P. (1728–1738)
- Narciso Queralt (1738–1743)
- Pedro González García (1743–1758)
- Romualdo Velarde Cienfuegos (1758–1766)
- Miguel Fernando Merino (1766–1781)
- Antonio Sentmanat y Castellá (1783–1784)
- Julián Gascueña Herráiz, O.F.M. (1784–1796)
- Francisco Javier Cabrera Velasco (1797–1799)
- Rafael Múzquiz Aldunate (1799–1801) (auch Erzbischof von Santiago de Compostela)
- Manuel Gómez Salazar (1802–1815)
- Rodrigo Antonio de Orellana, O. Praem. (1818–1822)
- José Antonio García Texero (1823) (Administrator)
- Ramón María Adurriaga Uribe (1824–1841)
- Manuel López Santisteban (1847–1852)
- Gregorio Sánchez Rubio, O.S.H. (1852–1854)
- Juan Alfonso Albuquerque Berión (1854–1857) (auch Bischof von Córdoba)
- Fernando Blanco y Lorenzo, O.P. (1857–1875) (auch Erzbischof von Valladolid)
- Pedro José Sánchez Carrascosa y Carrión (1875–1882)
- Ciriaco María Sancha y Hervás (1882–1886) (auch Bischof von Madrid)
- Ramón Fernández Piérola y Lopez de Luzuriaca (1887–1889) (auch Bischof von Vitoria)
- Juan Muñoz y Herrera (1890–1895) (auch Bischof von Málaga)
- José María Blanco Barón (1895–1897)
- Joaquín Beltrán y Asensio (1898–1917)
- Enrique Pla y Deniel (1918–1935) (auch Erzbischof von Salamanca)
- Santos Moro Briz (1935–1968)
- Maximino Romero de Lema (1968–1973)
- Felipe Fernández García (1976–1991, dann Bischof von San Cristóbal de La Laguna o Tenerife)
- Antonio Cañizares Llovera (1992–1996, dann Erzbischof von Granada)
- Adolfo González Montes (1997–2002, dann Bischof von Almería)
- Jesús García Burillo (2003–2018)
- José María Gil Tamayo (2018–2022, dann Koadjutorerzbischof von Granada)
- Jesús Rico García (seit 2023)